# Scolecoseps broadleyi
Scolecoseps broadleyi — вид сцинкоподібних ящірок родини сцинкових (Scincidae). Ендемік Мозамбіку. Вид названий на честь британського герпетолога Дональда Джорджа Бродлі. Описаний у 2018 році.

## Поширення і екологія
Scolecoseps broadleyi мешкають в прибережних районах на північному сході Мозамбіку, в провінції Кабу-Делгаду, на південь від річки Рувума. Вони живуть в прибережних саванах Berlinia orientalis, що ростуть на піщаних ґрунтах, серед опалого листя.

## Збереження
МСОП класифікує стан збереження цього виду як близький до загрозливого. Scolecoseps broadleyi може загрожувати знищення природного середовища.